# Criquet verdelet
Omocestus viridulus
Espèce
Omocestus viridulus, le criquet verdelet, est une espèce d'orthoptères caelifères de la famille des Acrididae.

## Dénominations
Ce criquet a été appelé Omocestus viridulus par Linné, en 1758.
Synonyme : Gryllus (Locusta) viridulus Linnaeus, 1758.
Noms vernaculaires : Criquet verdelet, Criquet smaragdin.

## Distribution
Cette espèce euro-sibérienne se rencontre dans tous les pays d'Europe occidentale, dans les plaines d'Europe du Nord, en Asie du nord; en France métropolitaine, elle est surtout présente dans les montagnes (absente de Corse) et le nord-est, tandis qu'à l'ouest, elle n'est plus représentée que par des populations relictuelles sur les reliefs. Dans les Alpes, elle s'élève jusqu'à 2 600 mètres. Dans les régions de plaine, elle a considérablement régressé ou s'est éteinte (en relation avec le réchauffement climatique).

## Description

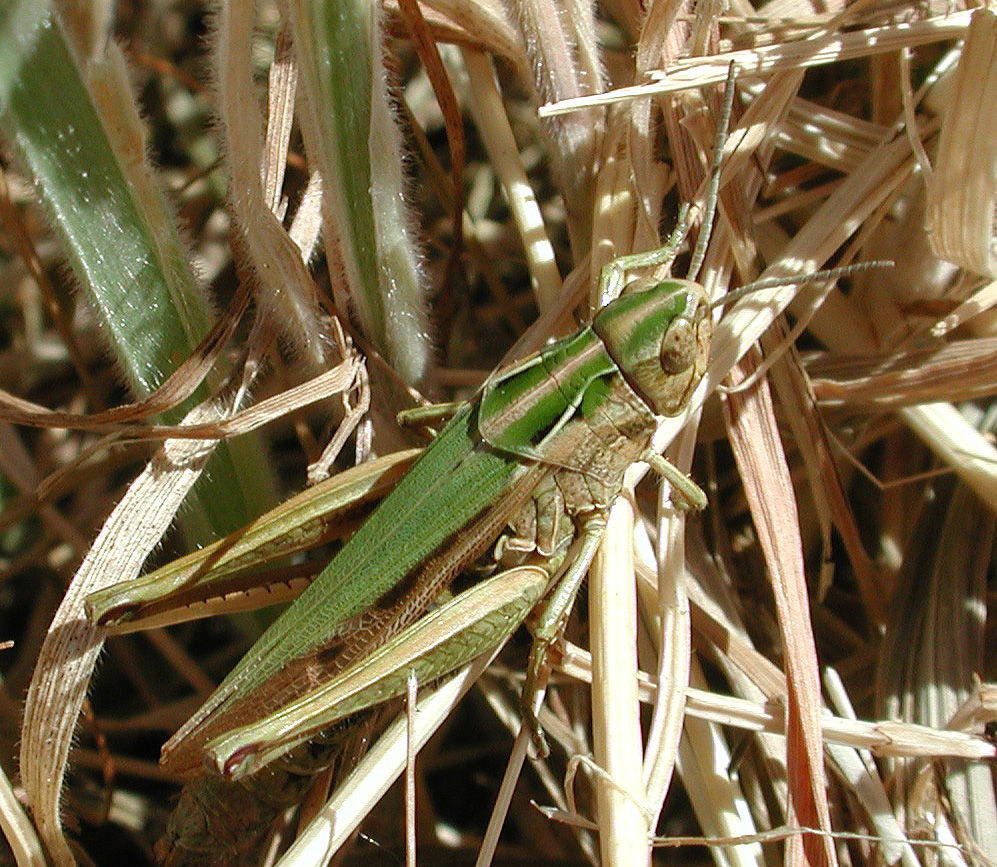
Omocestus viridulus - femelle.

La longueur du corps varie chez le mâle de 13 à 17 mm et chez la femelle, de 20 à 24 mm.
La coloration est très variable : verte, jaunâtre, brune, rougeâtre, souvent bigarrée. De courtes carènes ornent le sommet de la tête. L'abdomen est vert jaune en dessous, l'apex n'est jamais rouge. Les élytres sont d'ordinaire dépourvus de taches foncées, verts dans leur partie médiane, sombres à l'apex, toujours verts sur le dessus chez la femelle.

## Habitat et stridulation
Cette espèce est un hôte typique des prairies de montagnes peu humides à sèches où elle domine souvent en nombre les autres espèces. C'est un criquet précoce, dont les adultes se voient de mi-juin jusqu'à octobre.

Le chant est caractéristique : c'est une succession rapide d'accents accompagnés d'un martèlement continu; au début, faible, la phrase va s'amplifier et durer de 10 à 20 secondes (comme elle ressemble à une sonnerie de réveil, son nom néerlandais est " Wekkertje ", ce qui signifie " petit réveil ").